# Alectrias mutsuensis
Alectrias mutsuensis és una espècie de peix de la família dels estiquèids i de l'ordre dels perciformes. Fa 8,2 cm de llargària màxima.
És ovípar i els ous són protegits per la femella.
És un peix marí, demersal (entre 20 i 40 m de fondària) i de clima temperat, el qual viu al Pacífic nord-occidental al fons fangós de la badia de Mutsu a la prefectura d'Aomori (Japó).
És inofensiu per als humans.